# La meva família i altres animals (pel·lícula)
La meva família i altres animals (títol original, en anglès: My Family and Other Animals) és una pel·lícula de televisió de 2005 escrita per Simon Nye i dirigida per Sheree Folkson. La pel·lícula es basa en el llibre autobiogràfic del mateix títol, escrit per Gerald Durrell, en el qual narra una sèrie d'anècdotes relacionades amb l'estada de la seva família a l'illa de Corfú des de 1935 fins a 1939, quan ell tenia entre 10 i 14 anys.

## Trama

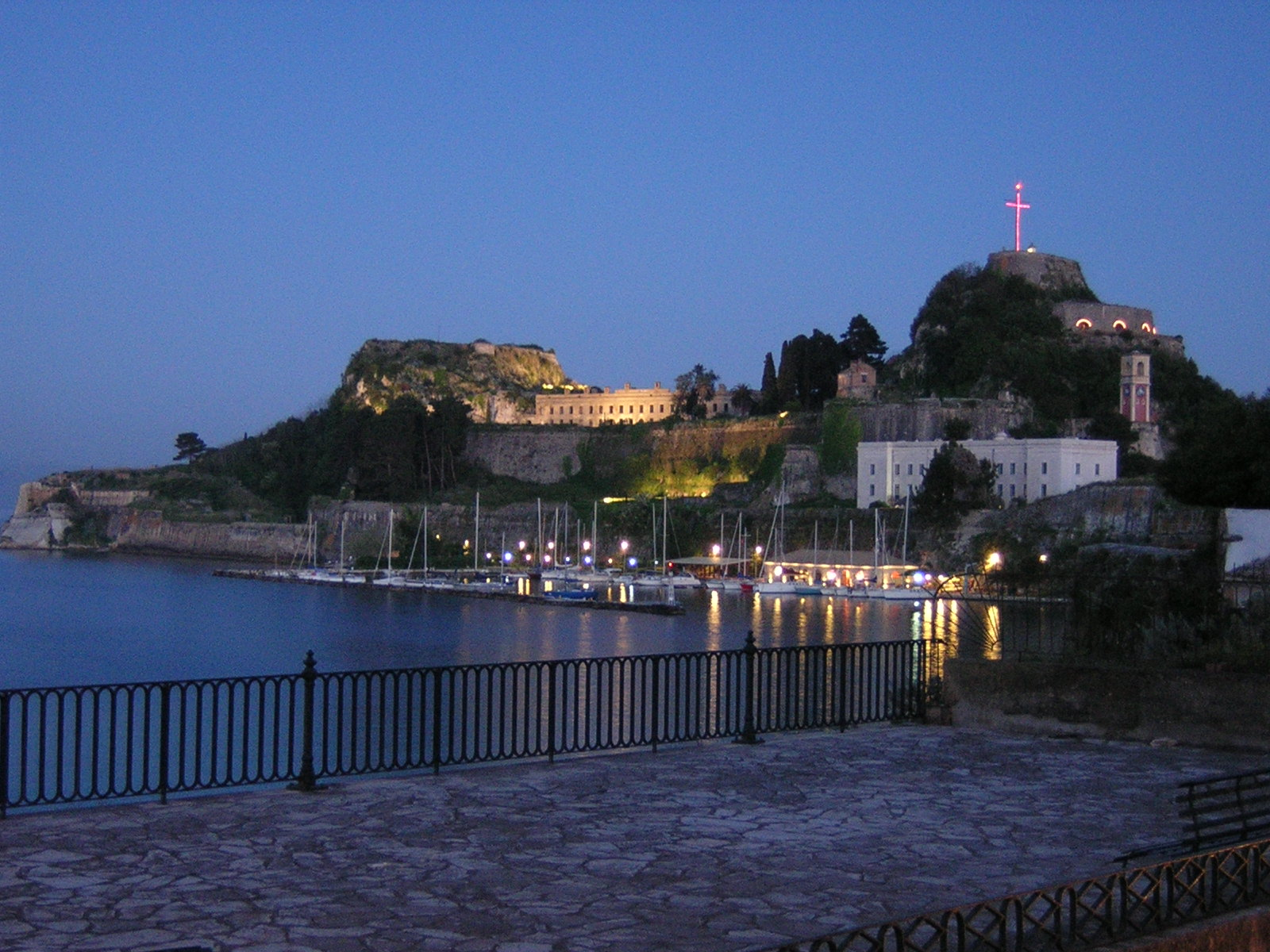
L'illa de Corfú

La pel·lícula narra els cinc anys (1935-39) que la família Durrell, formada per Lawrence Durrell, Leslie Durrell, Margaret Durrell, Gerald Durrell i la mare, Louisa Durrell, passa a l'illa grega de Corfú.
La família resideix en una sèrie de vil·les, i passa el temps dedicant-se als seus interessos. Gerald desenvolupa la seva passió per la vida silvestre, la mare passa el temps a la cuina i es preocupa per tots els altres, Larry escriu i molesta tota la família amb convidats estrafolaris i suggeriments de poca ajuda, Leslie desenvolupa la seva passió per la ballística i la navegació, i Margo pren el sol i flirteja amb els joves locals.

## Repartiment[1]
- Eugene Simon com Gerald Durrell
- Imelda Staunton com Louisa Durrell
- Chris Langham com Theodore Stephanides
- Omid Djalili com Spiros
- Matthew Goode com Larry Durrell
- Russell Tovey com Leslie Durrell
- Tamzin Merchant com Margo Durrell
- Alexander Armstrong com a narrador (Gerald adult)

## Obres relacionades
- Els llibres de Gerald Durrell que constitueixen la trilogia de Corfú:[3]
  - La meva família i altres animals (1956)
  - Ocells, bèsties i parents (1969)
  - El jardí dels déus (1978)
- My Family and Other Animals (1987), una sèrie de 1987 de la BBC basada en el llibre La meva família i altres animals.[4]
- The Durrells (2016–2019), una sèrie d'ITV inspirada per la trilogia de Corfú.[5]